# Pro Electron
Pro Electron er det Europæiske typebenævnelse og registreringssystem for aktive komponenter (såsom halvledere, LCD, sensorer, elektronrør og billedrør).
Pro Electron-systemet blev etableret i 1966 i Bruxelles, Belgien. I 1983 blev det fusioneret med European Electronic Component Manufacturers Association (EECA).
Målet med Pro Electron er at muliggøre en utvetydig identifikation af elektronikdele, selv hvis de laves af adskillige fabrikanter verden over.

## Historisk
Pro Electron tog det anvendte populære europæiske kodningssystem fra omkring 1934 for elektronrør; Mullard-Philips rørbenævnelse, og reallokerede adskillige sjældent anvendte første bogstav af benævnelsen fra elektronrør til halvledere, og fortsatte med at anvende det andet bogstav "A" for signaldiode, "C" for laveffekt bipolare transistor eller triode, "D" for højeffekt transistor (eller triode), og "Y" for ensretter. Udover dette, begynder rør og transistor type bogstavskonventionerne at gå hver sin vej, f.eks. gammel kodning "L" for højeffekt pentoderør – ofte anvendt til LF, hvorimod ny kodning "L" anvendes for HF efftekt (sender) transistorer; "Z" gammel kodning anvendes til rørensretter men ny kodning for halvleder zenerdioder. I den nye konvention anvendes ikke to ens bogstaver f.eks. for to transistorer i samme hus, som man gjorde ved rørkonventionerne – så en dobbel NPN HF transistor kan få benævnelsen (produktkoden) "BFM505" i stedet for noget lignende "BFF505".

## Status
Pro Electron navngivningen for transistorer og zenerdioder er blevet godt modtaget af halvlederfabrikanter jorden rundt. Pro Electron navngivning af IC, udover nogle specielle (f.eks. television signalprocessering) chip, har ikke slået stort igennem (selv i Europa) på trods af en ganske fornuftig benævnelsesstruktur, måske på grund af populariteten af 7400-serien og dens efterfølgere, på trods af deres planløse benævnelsesallokering, plus en ingeniørtradition som har accepteret uA741, LM741, osv. for den samme populære 741-operationsforstærker men ville have behov for en erstatningsguide for at vide at TBA222 også er ækvivalent (og selv da kan det være nødvendig med en undersøgende inspektion for at være sikker!).

## Uddrag af Pro Electron typebenævnelsen
- Benyttede første bogstav i diskrete halvlederkomponenter (ikke IC – dog er en optokobler en IC! F.eks. CNY17)[1]:
  - A Germanium (eller andre halvledere med PN-overgange med et båndgab i intervallet 0,6...1,0eV)
  - B Silicium (med et båndgab i intervallet 1,0...1,3eV)
  - C Halvledere som galliumarsenid med et båndgab på 1,3eV eller mere
  - D Halvledere med et båndgab mindre end 0,6eV (sjældent benyttet)
  - R Enheder uden PN-overgange, f.eks. fotoledende celler

- Benyttede første bogstav i IC-kredse[2]:
  - S Enkeltstående digitale ICer
  - T Linære ICere
  - U blandede digitale/analoge ICere

### Diskrete halvlederkomponenter
- Kort opsummering af halvlederkomponenter benævnelser:

```
   _____ Første bogstav (se ovenfor)
  /   __ Serienummer (3..4 cifre – eller bogstav og 2..3 cifre)
 /   / _ Evt. variant (f.eks. A,B,C)
/   / /
BC549C
  \_ Andet bogstav – enhedstype:
     A= 
diode
, laveffekt, 
Rj-mb
>15K/W  
     B= 
kapacitetsdiode

     C= 
transistor
, laveffekt, 
LF
, Rj-mb>15K/W
     D= transistor, højeffekt, LF, Rj-mb<15K/W
     E= 
tunneldiode

     F= transistor, laveffekt, 
HF
, Rj-mb>15K/W
     G= flere forskellige enheder
     H= magnetfeltsdetektor
     L= transistor, højeffekt, HF, Rj-mb<15K/W
     N= 
optokobler

     P= strålingsdetektor (f.eks. 
fotodiode
, 
fototransistor
)
     Q= strålingsgenerator (f.eks. 
lysdiode
, 
diodelaser
)
     R= Switch-komponent – f.eks. 
diac
, 
triac
 eller 
tyristor
, laveffekt, Rj-mb>15K/W
     S= transistor, laveffekt, switching, Rj-mb>15K/W
     T= Switch-komponent – f.eks. 
triac
 eller 
tyristor
, højeffekt, Rj-mb<15K/W
     U= transistor, højeffekt, switching, Rj-mb<15K/W
     W= overflade akustisk (SAW) bølgedetektor
     X= diode, varaktor, multiplier
     Y= 
ensretterdiode
, højeffekt, Rj-mb<15K/W
     Z= 
zenerdiode
, 
spændingsreference
, 
TVS-diode
```

## Eksempler på Pro Electron typebenævnelser
Eksempler på Pro Electron typebenævnelser:
- AD162 -- germanium effekttransistor til lavfrekvens anvendelse
- BC548 -- silicium laveffekt transistor (NPN BJT bred anvendelig)
- BF1100 -- silicium laveffekt transistor (dobbel-gate MOSFET)
- BY133 -- silicium ensretter
- CNY17 -- optokobler
- CQY97 -- lysdiode
- BZY88C5V1 -- 5.1V zenerdiode
- ECC83 -- 6,3V katodeglødespænding noval dobbelt-triode
- A63EAA00XX01 -- Farve TV billedrør
- SAA1300 -- Digital integreret kredsløb (IC)